# Собор Святого Евгения
Собор Святого Евгения (англ. St Eugene’s Cathedral) — католический собор епархии Дерри. Находится в городе Дерри в графстве Лондондерри, Северная Ирландия. Посвящён ирландскому святому Эогану (лат. Eugenius — Евгений), основавшему монастырь в Ардстро в VI веке.

## История
Только после принятия Билля об эмансипации католиков в 1829 году в Дерри стало возможно строительство католического собора. Сбор средств на строительство собора начался в 1840 году. Деньги собирали не в Дерри и Ирландии, но и в Америке, где люди пожертвовали более четырёх тысяч фунтов.
Архитектором был выбран Джеймс Джозеф Маккарти, который уже спроектировал множество соборов по всей Ирландии. Возведение неоготического собора началось в 1849 году. Общая стоимость строительства собора составила чуть более 40 000 фунтов стерлингов (5 120 000 фунтов стерлингов на 2019 год с учётом инфляции).
Собор был официально открыт 4 мая 1873 года тогдашним епископом Дерри Фрэнсисом Келли. Проект строительства колокольни и шпиля собора был отложен, так как на него не хватило средств. Изначально окна собора из-за недостаточного спонсирования окна были из простого стекла, и только в конце 1890-х годов их заменили витражами. Возведение колокольни и шпиля началось 13 августа 1900 года, когда епископ заключил договор с компанией Courtney and Co из Белфаста. Все работы были завершены 19 июня 1903 года.